# 消失女人之谜
消失女人之謎、女性消失（英文：Missing women），是指一個地區或國家的婦女人數相對於預期婦女人數的短缺。 它通常透過男女性別比例來衡量，可能造成原因包含性別選擇性墮胎、殺害女嬰以及女孩醫療保健和營養不足引起的。 有人認為，自 1970 年代起就開始商業化的產前性別選擇技術是造成女性的消失的主要原因之一。
1990年，经济学家阿马蒂亚·库马尔·森首次提出该现象。在发表于纽约时报书评的一篇文章《消失的一亿女人》中，阿马蒂亚·库马尔·森指出在世界范围内，出生性别比例是大致相同的，即每出生100个女童就同时出生105到106个男童；但是，生物学研究表明，女性在相同的生活、医疗水平下，平均寿命高于男性，疾病抵抗力也强于男性。但是蹊跷的是统计数据显示欧洲、美洲和日本的男女性别比普遍低于西亚、南亚和中国。随后阿马蒂亚·库马尔·森继续进行该疑问的研究，并估算出在亚洲地区至少有一亿名女性“消失”了，即按照其它地区性别比估算得出的女性人口数量与实际的差值超过一亿。
南希·錢（Nancy_Qian）和西瑪·賈揚錢德蘭（Seema_Jayachandran）等經濟學家發現，中國和印度的赤字很大一部分是由於女性工資較低和性別選擇性墮胎造成的。 這種差異也存在於美國的華人和印度移民社區中，儘管程度遠小於亞洲。 1991年至2004年間，估計有2000名中國和印度女性胎兒被墮胎，短缺現象可以追溯到1980年。除了女性的健康福祉之外，女性的消失也導致社會男性過剩、婚姻市場不平衡。 女性消失率較高的國家往往也有較高的婦女健康狀況不佳的比例，導致嬰兒健康狀況不佳的比例較高。 
研究人員認為，增加婦女的教育和婦女的就業機會有助於減少失蹤婦女的數量，但由於文化之間根深蒂固的性別歧視程度不同，這些政策解決方案的效果在不同國家之間存在很大差異。 許多國際組織已開始採取措施來解決女性消失的問題。 例如，為了提高人們對失蹤婦女問題的認識，OECD透過其SIGI指數中的「偏好兒子」參數來衡量失蹤婦女的數量。

## 解释
最早的解释来源于该现象的发现者，阿马蒂亚·库马尔·森。森指出，造成该现象的唯一可能原因便是东亚传统文化中严重的性别歧视。森指出，在婚姻中，共同资源的分配取决于夫妻的议价能力。然而因为女性工作的限制，妻子的议价能力普遍低于丈夫。这导致妻子获得的食物、医疗等生存资源少于丈夫，因此女性的健康、生命受到影响。此外，选择性堕胎也是导致男女性别比例失常的原因之一。在一些亚洲地区的文化中，女性没有继承权，出嫁的女性也常常被不平等地只视作她们丈夫的家庭成员。因此，堕胎女婴的行为时常发生。即使在生活条件较为优越、能为所有子女提供足够生存资源的家庭中，这种文化中的性别歧视也会导致男女性别比例失衡。许多家庭更是会考虑到男孩的生产力和未来的经济收益大于女孩，因此选择性堕胎甚至杀婴。相关统计数据也显示，中国、印度地区的男女出生性别比例失衡现象非常严重。
美国经济学家艾蜜莉·奥斯特在她的博士毕业论文中，为消失女人之谜提供了一个新的解释。在比较全球范围内乙型肝炎的流行情况和对应的男女性别比例后，艾蜜莉·奥斯特指出亚洲地区的乙型肝炎感染率较高，而且众多统计数据显示乙肝感染夫妇有较高的几率诞下男孩。经过计算，奥斯特认为乙肝导致的人口减少量占到了45%-75%的“消失的女人”。

## 问题和普遍性
根据Amartya Sen（阿马蒂亚·森）的说法，尽管女性占世界人口的大多数，但每个国家在人口中女性的比例差异很大，各国的女性比男性少。这与研究表明相反，鉴于同样的营养和医疗护理，女性的生存率往往比男性高。为了捕捉这种与自然性别比例的差异，“失踪妇女”的计数是通过一个国家的男性对女性（或女性对男性）性别比与自然性别比的比较来衡量的。与女性死亡率不同，失踪妇女的估计包括特定性别的堕胎人数，森认为这是导致各国性别比例差异的一个重要因素。此外，女性死亡率无法解释歧视女性的代际影响，而将一个国家的性别比例与自然性别比例进行比较。
森的原创研究发现，虽然欧洲和北美国家的女性通常比男性多（大多数国家的男性约为0.98比1名女性），但亚洲发展中国家和中东的性别比例要高得多（每个女性的男性人数）。例如，在中国大陆，男女比例为1.06，远远高于大多数国家。1985年超声技术广泛使用后出生的人的比例要高得多。使用实际数字，这意味着仅在中国大陆，就有5000万妇女“失踪”——应该存在，但并没有。加上来自南亚和西亚的类似数字，导致“失踪”妇女的数量超过1亿。
据森称，“这些数字悄悄地告诉我们一个可怕的故事，即不平等和忽视导致妇女过度死亡。

### 预估数据
自森最初的研究以来，该领域的持续研究导致对失踪妇女总数的估计各不相同。这种变化很大是由于对男性和女性的“正常”出生性别比和预期产后死亡率的基本假设。
森使用20世纪80年代和90年代失踪妇女数据的原始计算，使用西欧和北美的平均性别比作为自然性别比进行索引，假设在这些国家，男性和女性得到平等的护理。经过进一步的研究，他更新了撒哈拉以南非洲人的性别比例。他以这些国家的性别比例为基线，以其他国家的男女人口为数据，得出结论，超过1亿妇女失踪，主要在亚洲。然而，后来的作者指出，由于多次战争和普遍危险行为，欧洲的男性死亡率往往更高。由于男性工人从农村移民到城市地区、移民和世界大战，这些国家存在“高男子气概”的文化，而另一方面，在印度等其他国家，从20世纪50年代末到20世纪80年代中期，歧视性对待女童的传统更加强烈。
由于国家之间的这种差异，美国人口学家Coale使用不同的方法重新估计了森最初的失踪妇女人数。Coale使用其区域模型生命表的数据发现，考虑到不同国家的生育率和环境的自然男女性别比预期值为1.059。然后，他利用这个数字得出了6000万女性失踪的估计，远低于森最初的估计。然而，几年后，Klasen于2016年6月11日在网站时光机上存档，使用Coale的方法和更新的数据重新计算了失踪妇女的人数。他发现了6930万失踪妇女，这高于Coale最初的估计。他还指出了区域生活模式表的一个问题；它们基于女性死亡率较高的国家，这将使Coale的失踪妇女人数向下倾斜。此外，Klasen和Wink指出，Sen和Coale的方法都有缺陷，因为Sen和Coale假设最佳性别比在时间和空间中是恒定的，但通常不是。
Klasen和Wink在2003年进行了一项研究，并更新了人口普查数据。他们估计，全世界有1.01亿妇女失踪，使用预期寿命作为出生时性别比例的工具（这将考虑到非恒定性别比以及区域模型生命表的偏见）。总体而言，他们发现的趋势表明，虽然西亚、北非和南亚大部分地区的性别比例更加平等，但中国和韩国的性别比例却恶化了。事实上，Klasen和Wink指出，自1994年至2003年期间，中国对失踪妇女人数的增加负有80%的责任。性别选择性堕胎被认为是印度和中国缺乏改善的原因，而妇女不断增长的教育和就业机会被引用为斯里兰卡等其他以前低比率国家比率提高的原因。Klasen和Wink还指出，与Sen和Coale的结果相似，与成年前女性总人口相比，巴基斯坦是世界上失踪女孩的比例最高的国家。
后来的估计，失踪妇女人数往往更多。例如，2005年的一项研究估计，仅在阿富汗、孟加拉国、中国、印度、巴基斯坦、韩国和台灣，就有超过9000万女性“失踪”到预期人口中。另一方面，Guilmoto在2010年的报告中使用了最新数据（巴基斯坦除外），估计亚洲和非亚洲国家失踪女孩人数要低得多，但指出，许多国家的性别比较高，在0-19岁年龄组造成了性别差距——女孩短缺。总结结果的表格如下：
| 国家     | 性别差距 0-19岁年龄组（2010年） | 女性比例 |
| -------- | ------------------------------- | -------- |
| 中国     | 25,122,000                      | 15       |
| 印度     | 12,618,000                      | 5.3      |
| 孟加拉国 | 416,000                         | 1.4      |
| 韩国     | 336,000                         | 6.2      |
| 阿富汗   | 265,000                         | 3        |
| 巴基斯坦 | 206,000                         | 0.5      |
| 越南     | 139,000                         | 1        |
| 尼泊尔   | 125,000                         | 1.8      |
| 新加坡   | 21,000                          | 3.5      |

### 各国家、州内的差异
即使在国家内部，失踪妇女的流行率也会有很大差异。Das Gupta观察到，在印度更发达的哈里亞纳邦和旁遮普地区，对男孩的偏好和由此产生的女孩短缺比在贫困地区更明显。在这两个地区，这种偏见在受过教育程度更高、更富裕的妇女和母亲中最為普遍。在旁遮普地区，如果女孩作为特定家庭的第一个孩子出生，女孩不会受到劣等待遇，而父母仍然对以后生儿子抱有很高的希望。然而，随后女孩的出生是不受欢迎的，因为每次这样的出生都会减少家庭生儿子的机会。因为更富裕、受过教育的女性会生更少的后代，因此她们承受着更严重的压力，要尽早生儿子。随着超声成像和其他技术越来越多地允许早期预测孩子的性别，越来越多的富裕家庭选择了堕胎。或者，如果女孩出生了，家庭会因不提供足够的医疗或营养护理而减少她的生存机会。因此，在印度，发达城市地区失踪妇女的人多于农村地区。
另一方面，在中国大陆，农村地区的妇女失踪问题比城市地区更大。中国大陆的地区差异导致人们对单子政策的态度不同。人们发现，由于丹威制度，城市地区更容易执行该政策，通常受教育的城市人口更高——理解一个孩子比两个孩子更容易照顾和保持健康。在农村地区，农业劳动密集型，夫妻在老年时依靠男性后代来照顾他们，男孩比女性更受欢迎。
甚至发达国家也面临着妇女失踪的问题。在相对高度发达的中产阶级主导国家（中国台湾、韩国、新加坡、亚美尼亚、阿塞拜疆、格鲁吉亚）以及美国和英国的亚洲移民社区中，对女孩的偏见非常明显。直到最近，在一些国家（特别是韩国），发展和教育运动才开始扭转潮流，导致性别比例更加正常。

### 被隐瞒的数据
一些证据表明，在亚洲，特别是在有独生子女政策的中国大陆，额外的生育行为、婴儿死亡和女性出生信息可能会被隐藏或不报告。从1979年起，单胎政策没有扩大妇女的有偿就业机会政策，而是增加了对儿子的偏好，导致所有国家中失踪妇女人数最多。由于父母渴望生儿子，只允许一个孩子，一些长子女性没有被报告，希望她们的下一个孩子会是儿子。
中国大陆性别差异的数字可能被夸大了，因为出生统计数据因延迟登记和未报告的女性出生率而扭曲：例如，研究人员发现，晚年妇女的人口普查统计数据与出生统计数据不符，可能占通常引用的3000万失踪妇女中的2500万。
另一方面，移民，特别是移民到海湾合作委员会国家，已成为性别比例估计的更大问题。由于许多男性移民在没有家人的情况下跨境移动，因此男性人数大量涌入，即使没有失踪的女性，也会使性别比偏向于更多失踪女性。

## 原因

### 原始论点
森认为，1992 年，与北美和欧洲相比，印度、中国和韩国等东亚国家的性别比例存在差异，这只能用故意剥夺妇女和女童的营养和健康来解释。这些剥夺是由文化机制造成的，例如传统和价值观，这些机制在不同国家之间，甚至在同一个国家内的不同地区都存在差异。由于许多国家固有的重男轻女倾向，即使有女孩出生，尽管存在许多针对胎儿性别的选择性堕胎，她们出生时也不会受到与男性同等的优先对待。在男女享有的医疗保健方面尤其如此，在较贫困的家庭中，还会优先考虑让男性获得食物，这导致女孩的存活率低于两性受到平等对待的情况。

#### 消失的女性：成人
根据森的合作冲突模型，家庭内部关系的特点是合作与冲突并存：家庭内部在增加资源时合作，在分配资源时冲突。这些家庭内部过程受到个人对自身利益、贡献和福利的看法的影响。一旦谈判过程失败，个人的退路就是双方的处境，也决定了双方在关系之外生存的能力。
通常情况下，拥有土地所有权、更多经济机会和较少照料孩子的男性的后备地位要比依靠丈夫获得土地和收入的女性的后备地位要好。根据这一框架，当女性缺乏个人利益意识而更关心家庭福利时，性别不平等就会持续存在。森认为，女性在家庭决策中较低的议价能力是导致东亚女性人口不足的原因之一。
森认为，女性议价能力下降的趋势可能与女性外出工作与男性相比的贡献呈正相关。然而，并非所有形式的外出工作都能同等地提高女性在家庭中的议价能力；女性从事的外出工作类型与她们的权利和地位有关。在某些情况下，妇女可能遭受双重剥削：在印度的纳尔萨普尔，花边编织者不仅在家庭中面临较低的议价能力，而且工资也常常低得可怜。由于花边制作是在家里完成的，所以它被认为只是男性工作的补充，而不是一项有报酬的外部贡献。另一方面，在印度的阿拉哈巴德，制造香烟的妇女既获得了独立的收入来源，也提高了社区对她们对家庭贡献的看法。

#### 消失的女性：儿童
森认为，在女性失踪率较高的地区，女童所获得的照料和营养与社区对她们重要性的看法息息相关。在消失女性的国家，由于传统的父权文化，父母，甚至是母亲，往往会忽略女儿。在这些地区，男孩更受重视，因为他们被认为具有经济上富有成效的未来，而女性则不然。随着父母年龄的增长，他们可以期望从独立的儿子那里得到比女儿更多的帮助和支持，因为女儿在婚后实际上成为了丈夫家庭的财产。即使这些女儿受过教育并能赚取可观的收入，她们与娘家互动的能力也有限。女性通常也无法继承房产，因此，如果寡妇只有女儿，她将失去家庭（实际上是她已故丈夫的）的土地，并变得贫困。贫困的农村家庭在子女中分配的资源微薄，这减少了歧视女孩的机会。
由于父母对女儿的评价有选择性，即使女性能够负担得起更好的医疗保健和家庭以外的经济机会，失踪女性问题仍然存在。值得注意的是，超声波技术加剧了失踪女婴的问题。超声波治疗可以让父母在胎儿出生前筛选出不想要的女婴。森将这种不平等称为“高科技性别歧视”。他总结说，这些针对女性的偏见是如此“根深蒂固”，以至于即使家庭生活相对经济改善，也只能让这些父母有另一种方式拒绝他们的女儿。森随后认为，除了增加女性的经济权利和家庭以外的机会外，还需要更加重视提高意识，以消除对女婴的强烈偏见。

#### 生育率下降
自然出生性别比约为 100 名女性对应 103 到 106 名男性。然而，由于选择性堕胎导致失踪妇女比例较高的国家的出生性别比从印度的 108.5 到中国大陆的 121.2 不等。因此，失踪妇女的数量增长往往是由于失踪女婴数量增长造成的。据估计，1970 年至 2017 年，全球因选择性堕胎导致的失踪女婴累计数量为 4500 万。
许多研究人员认为，生育率下降加剧了失踪女性问题。这是因为家庭偏爱儿子；生育率下降意味着家庭不再有多性别的孩子，而只会有一个男孩。然而，克拉森的研究发现，除了政策严格限制计划生育的国家（例如中国的独生子女政策）外，生育率通常与失踪女性的发生率较高无关。这是因为生育率下降与女性福祉的其他改善是内生的，例如女性教育水平提高、女性就业率提高和性别偏见减少。事实上，正如克拉森指出的那样，“在生育率下降幅度最大的国家，失踪女性的比例下降幅度最大。”
不过，各国情况不尽相同。达斯·古普塔发现，在韩国，由于超声波技术在选择性堕胎中的普及，男女性别比在 1980 至 1990 年代从 1.07 飙升至 1.15，但随后在 1990 至 2000 年间下降，原因是现代化、教育和经济机会的增加。此外，在一项对比印度和孟加拉国的研究中，研究人员发现，印度生育率下降导致重男轻女现象加剧，从而导致失踪妇女数量增加，而孟加拉国生育率下降导致失踪妇女数量减少。

### 差别待遇和女性议价能力的解释
经济学家钱南希（Nancy Qian）指出，在中国大陆，女性收入越高，女性劳动力缺口就越小，并认为母亲对女儿的偏爱以及较低工资导致的女性议价能力较低，可以解释中国大陆女性劳动力流失的大部分原因。经济学家西玛·贾亚钱德兰（Seema Jayachandran）和伊利亚娜·库兹姆科（Illyana Kuziemko）在同一期刊《季刊经济学》上发表的 另一篇著名论文表明，在印度，母亲给儿子哺乳的时间比给女儿哺乳的时间长，这也是印度女性劳动力流失的原因之一。

### 乙肝病毒相关解释
艾米丽·奥斯特在其哈佛大学的博士论文中指出，森的假设没有考虑到亚洲和世界其他地区乙肝病毒感染率的差异。乙肝感染率较高的地区往往有较高的男女出生率，其生物学原因尚不十分清楚，但已得到广泛的证实。
虽然这种疾病在美国和欧洲相当罕见，但它在中国大陆流行，在亚洲其他地区非常常见。奥斯特认为，这种疾病流行率的差异可以解释大约 45% 的所谓“失踪女性”，甚至高达 75% 的中国大陆女性。此外，奥斯特还表明，引入乙肝疫苗对平衡性别比例具有滞后效应，如果没有其他因素，性别比例会朝着人们预期的方向发展。

#### 后续研究
当研究人员试图整理现有数据并控制其他可能的混杂因素时，奥斯特的挑战也遭到了反驳。阿夫拉罕·埃本斯坦质疑奥斯特的结论，理由是头胎孩子的性别比例接近自然比例。第二胎和第三胎孩子的男女比例失衡是造成这种差异的主要原因。换句话说，如果乙肝是造成性别比例失衡的原因，那么人们可以预料，无论出生顺序如何，所有孩子都会有这种失衡。
然而，较晚出生的孩子的偏差小于第一出生的孩子，这表明除了疾病之外还有其他因素参与其中。
Das Gupta 指出，男女比例随平均家庭收入的变化与 Sen 的假设一致，但与 Oster 的假设不一致。具体而言，较低的家庭收入最终会导致较高的男女比例。此外，Das Gupta 还记录了性别出生顺序因第一个孩子的性别而存在显著差异。
如果第一个孩子是男孩，那么后续孩子的性别往往遵循生物学上确定的常规性别模式（男孩出生的概率为 0.512，女孩出生的概率为 0.488）。但是，如果第一个孩子是女孩，那么后续孩子是男孩的概率要高得多，这表明父母有意识地选择孩子性别。这两种现象都不能用乙肝的流行来解释。
然而，它们与森的观点是一致的，即有目的的人类行为——以选择性堕胎，甚至杀婴和忽视女婴的形式——才是造成性别比例失衡的原因。

#### 理论被反驳
辨别这两个相互竞争的假设的困难部分在于，尽管有证据表明乙肝与男性出生可能性较高之间存在联系，但关于这种联系的强度以及这种联系如何因父母中的哪一方是携带者而发生变化的信息却很少。此外，大多数先前的医学研究没有使用足够多的观察数据来令人信服地估计这种关系的程度。
然而，林和罗在2008年发表于《美国经济评论》的研究中，利用台湾近300万个婴儿在很长一段时间内的出生数据，发现母亲乙肝感染对男婴出生概率的影响很小，约为0.25%。这意味着母亲的乙肝感染率无法解释绝大多数失踪妇女的原因。
剩下的可能性是父亲感染病毒会导致出生率失衡。然而，奥斯特与陈、余和林在林和罗的后续研究中，对 67,000 名新生儿（其中 15% 为乙肝携带者）的数据集进行了研究，发现感染对母亲或父亲的出生率均没有影响。因此，奥斯特撤回了她先前的假设。

### 其他疾病
在 2008 年的一项研究中，安德森和雷声称其他疾病可能解释了亚洲和撒哈拉以南非洲地区“女性死亡率过高”的原因。通过比较发达国家和印度女性与男性的相对死亡率，安德森和雷发现，中国大陆 37% 至 45% 的失踪女性可以追溯到产前和婴儿期终止妊娠因素，而印度只有约 11% 的失踪女性是由类似因素造成的，这表明失踪女性分布在不同年龄段。他们发现，总体而言，印度女性死亡的主要原因是心血管疾病。“伤害”是印度女性死亡的第二大原因。这两个原因都远远超过了孕产妇死亡和堕胎，尽管“伤害”可能与性别歧视有直接关系。
他们对中国大陆的研究结果还认为，老年失踪女性的死亡原因包括心血管疾病和其他非传染性疾病，这占了女性超额死亡的很大一部分。然而，失踪女性中最大的群体是 0-4 岁年龄段，这表明歧视因素在起作用，这与森的原始理论相符。
与森的论点和平均统计数据相反，安德森和雷发现撒哈拉以南非洲地区有大量女性失踪。森在 2001 年的研究中使用了撒哈拉以南非洲地区的性别比 1.022，以避免将发达国家与发展中国家进行比较。正如森所认为的那样，在他们的研究中，他们没有发现任何证据将失踪女性归咎于出生歧视，例如选择性堕胎或忽视。为了解释大量年轻女性失踪，他们发现艾滋病毒/艾滋病是主要原因，超过了疟疾和产妇死亡率。安德森和雷估计，仅因艾滋病毒/艾滋病，每年就有 60 万女性超额死亡。失踪女性数量最多的年龄组是 20 至 24 岁和 25 至 29 岁之间。安德森和雷认为，艾滋病毒/艾滋病的高流行率似乎表明女性获得医疗保健的机会不平衡，以及对性和文化规范的不同态度。
2008 年，艾琳·斯蒂尔瓦根在一篇文章中指出，艾滋病毒/艾滋病的高发率是撒哈拉以南非洲地区根深蒂固的性别不平等的结果。在妇女不能拥有财产的国家，她们处于更不稳定的退路，没有那么议价能力来“不冒被丈夫抛弃的风险坚持安全性行为”。 她声称，一个人感染艾滋病毒的几率取决于他们的整体健康状况，而一些错误的做法，如相信与处女发生性关系会治愈男性的艾滋病、干性行为以及让女性接触疾病的家庭活动，都会导致女性免疫系统减弱，从而导致更高的艾滋病毒死亡率。斯蒂尔瓦根主张更加注重卫生和营养，而不仅仅是禁欲或安全性行为。随着女性变得更健康，受感染的女性将艾滋病毒传染给男性伴侣的可能性会大大降低。

### 人类性别比例高或低的自然原因
其他学者对假定的正常性别比例提出质疑，并指出大量历史和地理数据表明，性别比例会随着时间和地点自然变化，其原因尚不明确。威廉·詹姆斯 (William James) 等人认为，传统的假设是：
- 哺乳动物精子中的 X 和 Y 染色体数量相等
- X 和 Y 有同等的受孕机会
- 因此，形成的雄性和雌性受精卵数量相等
- 因此，出生性别比的任何变化都是由于受孕和出生之间的性别选择造成的。

詹姆斯警告说，现有的科学证据与上述假设和结论相悖。他报告称，几乎所有人类种群都存在男性出生过剩的情况，出生的自然性别比通常在 102 到 108 之间。然而，由于早婚早育、青少年母亲、母亲平均生育年龄、父亲年龄、父母年龄差距、晚育、种族、社会和经济压力、战争、环境和荷尔蒙影响等自然原因，性别比可能会大大偏离这一范围。这类学者用现代性别选择技术尚未出现时的历史数据以及发达经济体不同区域、不同种族的出生性别比来支持他们的替代假设。他们建议应收集和研究直接的堕胎数据，而不是像森等人那样根据性别比间接得出结论。
詹姆斯的假说得到了在 20 世纪六七十年代超声波性别筛查技术发现和商业化之前的历史出生性别比数据以及目前非洲观察到的性别比逆转的支持。米歇尔·加伦 (Michel Garenne) 报告称，几十年来，许多非洲国家的出生性别比都低于 100，即女孩的出生率高于男孩。 安哥拉、博茨瓦纳和纳米比亚报告的出生性别比在 94 到 99 之间，与推测的人类自然出生性别比 104 到 106 有很大差异。 约翰·格朗特 (John Graunt )指出，在 17 世纪的 35 年间（1628-1662 年），伦敦的出生性别比为 1.07；而韩国的历史记录表明，以 20 世纪 20 年代 10 年间出生的 500 万人口计算，出生性别比为 1.13。

### 女性被绑架和出售
有证据表明，大量女性失踪可能是由于选择性堕胎或女性外出务工以外的其他原因造成的。具体来说，女婴、女童和妇女成为人口贩卖的猎物。伊斯兰国绑架和奴役妇女，特别是雅兹迪妇女和其他女囚犯，也构成人口贩卖。
在中国大陆，尽管男婴在交易中的价格更高，但家庭却不太愿意出售男婴。超过独生子女政策出生的女婴可以被卖给较富裕的家庭，而父母则声称出售女婴比其他选择更好。
为中国儿童提供海外领养服务的机构参与贩卖婴儿，从外国领养人那里获取捐款利润。 一项研究指出，2002 年至 2005 年间，约有 1000 名被贩卖的婴儿被安置在领养父母身边，每个婴儿的领养费用为 3000 美元。 为了保证可供领养的孤儿数量，孤儿院和养老院雇佣女性作为婴儿贩子。
因此，漏报和贩卖人口虽然是次要因素，但却是导致东南亚和撒哈拉以南非洲失踪妇女数量增加的关键因素。

## 后果
一些研究还指出，在 20 世纪 90 年代中期，亚洲男女比例较高的地区观察到的趋势发生了逆转。与上文 Das Gupta 的研究一致，随着收入的增加，性别比例向男孩倾斜的现象有所减少。

### 社会健康
女性受到的歧视和忽视不仅仅影响女孩和妇女。森描述了女性营养不良和其他形式的歧视对男性健康的影响。 由于孕妇营养不良，胎儿也会受到影响，导致男婴和女婴出生时体重过轻。医学研究发现，出生时体重过轻与生命后期的心血管疾病密切相关。 具有讽刺意味的是，体重过轻的女婴面临持续营养不良的风险，但森指出，即使在出生几十年后“女性患心血管疾病的比例也高于男性。”
随着 20 世纪 90 年代末和 21 世纪初印度和中国大陆许多地区的人均收入高速增长，男女比例开始向“正常”水平转变。然而，对于印度和中国大陆来说，这似乎是由于成年女性死亡率相对于成年男性的下降，而不是儿童和新生儿性别比例的变化。
总体而言，这些情况意味着东亚和南亚地区的妇女普遍被剥夺了权利。根据努斯鲍姆的能力方法，数百万女性受到歧视，她们被剥夺了生命、身体健康和身体完整性等基本权利。根据这一框架，政策应该侧重于提高妇女的能力，即使要改变长期以来的传统。

### 失踪的新娘
有人推测，性别比例失衡可能会影响婚姻市场，从而扭转女性消失的局面。 戴维·德拉克罗伊 (David De La Croix)和希波利特·达尔比斯 (Hippolyte d'Albis) 开发了“失踪新娘指数”和一个数学模型，结果表明，随着时间的推移，随着富裕家庭继续堕胎女婴、抚养男婴，而不太富裕的家庭则生下女孩，更多的男性将变得更加富裕，女性结婚的前景也将增加。他们预测，女孩在婚姻市场上的前景可能会变得向好，以至于生女孩可能会被视为一件好事，而不是坏事。

### 过多的男人
自从 1980 年代通过超声波和其他医疗程序进行性别选择性堕胎以来，导致“女性失踪”的性别歧视同时也产生了过剩男性群体。很多人猜测，这群过剩男性如果没有结婚的机会，会造成犯罪和异常性行为等社会动荡。在 2011 年的一项研究中，赫斯基思发现，这些地区的犯罪率与已知过剩男性人口较多的地区并没有显著差异。她发现，这些男性不仅不容易产生攻击性，而且更容易感到被排斥，并遭受失败感、孤独感和相关的心理问题。其他人则将移民到美国或俄罗斯等其他国家作为解决办法。
为了应对失控的性别比例失衡，赫斯基斯建议政府采取干预政策，将选择性堕胎定为非法，并提高人们的认识，抵制重男轻女的观念。

### 其他影响
韩国的情况则有所不同，20 世纪 90 年代初，韩国是世界上男女比例最高的国家之一。然而，到了 2007 年，韩国的男女比例已与西欧、美国和撒哈拉以南非洲地区相当。
这种发展趋势既体现在成年人口比例上，也体现在新生儿口比例上。根据 Chung 和 Das Gupta 的研究，韩国经济的快速增长和发展已导致社会观念发生根本性变化，重男轻女的现象有所减少。 Das Gupta、Chung 和 Shuzhuo 得出的结论是，如果中国和印度继续保持快速的经济发展，并采取促进性别平等的政策，那么在不久的将来，这两个国家也可能出现类似的性别比例逆转趋势，恢复正常。这种逆转被解读为更复杂的“性别比例转变”周期的最新阶段。

## 解决方案
由于发展中国家各地“失踪妇女”的模式并不统一，政策解决方案也因此变得复杂。研究发现，失踪妇女之间存在很大差异。例如，撒哈拉以南非洲地区女性“过剩”而非短缺：女性与男性的比例为 1.02。另一方面，印度和中国大陆的失踪妇女数量异常庞大。研究人员认为，“失踪妇女”的普遍性往往与社会的文化和历史交织在一起，因此很难制定广泛的政策解决方案。例如，贾夫里认为，穆斯林社会将女性置于低下地位，使“失踪妇女”问题长期存在。另一方面，有证据表明，即使在 16 至 19 世纪，西欧国家也没有像我们今天在各个发展中国家看到的那样面临性别比例失衡的问题。即便是印度和孟加拉国，这两个当今教育水平和性别差距都差不多的国家，在女性缺失问题上也存在差异：同样的改善女性福利的措施，在孟加拉国却没有得到很好的解决。卡比尔认为，这是因为印度是按社会种姓分层的，而孟加拉国的同质性更强；因此，改善女性福利等进步理念更容易在孟加拉国传播。
不论文化差异如何，森认为，总体而言，旨在解决教育和女性家庭外就业机会的政策可能会改善失踪女性的状况，并消除对女童的偏见。人们在这一领域进行了大量研究。

### 教育
2001 年印度人口普查的结果表明，女性受教育程度的提高与印度女性与男性性别比例的上升有关。同样，迪托在埃塞俄比亚的研究也表明，在女性受教育程度高、兄弟多、与丈夫年龄相近的家庭中，女性往往更富裕，导致女性失踪率较低。
另一方面，后来对印度的研究表明，提高教育水平实际上可能加剧女性失踪现象。提高女性教育水平实际上可能会增加选择性堕胎的比例，从而增加男女性别比，因为更多受过良好教育的成年女性意识到，她们的社会为她们的男孩提供的机会比为她们的女孩提供的机会好得多。此外，由于女孩缺乏就业机会、需要支付嫁妆，以及她们拥有财产的能力有限，她们被视为家庭的负担。穆克吉认为，尽管印度女性受教育程度较高，但高等教育女性的就业机会仍然稀缺，这进一步加剧了这种情况，这表明即使受过高等教育，女性在社会中的地位也没有太大提高。

### 就业机会
森认为，女性有机会参与劳动力，这让她们在家庭中拥有更多的议价能力。在撒哈拉以南非洲地区，失踪女性较少，女性通常能够从家庭外赚取收入，从而增加她们对家庭的贡献，也导致人们对女性价值的总体看法与东南亚和东亚不同。然而，森关于家庭外有酬工作的观点引发了一些争论。贝里克和比尔金索伊研究了森的前提，即改善女性在家庭以外的经济机会将缩小土耳其的性别比例差距。他们发现，随着女性更多地参与劳动力并维持无偿劳动，性别比例差距越来越大，这与森最初的预测相反。另一方面，森指出，在印度纳尔萨普尔，花边制作者凭借劳动获得的议价能力较低，因为花边制作是在家里完成的，被视为补充劳动，而非有酬劳动。然而，在印度阿拉哈巴德，从事卷烟制造的妇女被视为拥有有酬劳动，这有助于提升社区对妇女的看法。正如森所说，只有有酬劳动才有助于消除失踪女性现象。
钱教授补充了这些分析，指出女性收入的增加不足以解决女性缺失问题；相反，女性收入的增加必须与男性收入相关。钱教授在 2008 年的研究中指出，当中国大陆女性家庭收入增加 10% 而男性收入保持不变时，男性出生率会下降 1.2 个百分点。女性专属工资的增加也增加了父母对女孩的投资，女孩受教育的时间增加了 0.25 年。因此，女性专属经济生产力的提高有助于提高女孩的存活率和对女孩的投资。因此，如果女性自身的经济生产力提高，也可能会改变女孩不具备经济生产力的观点。这可能会增加女孩存活到生育的机会，并在童年时期得到她们所需的照顾和关注。

### 国际组织的援助和实施政策
尽管关于哪些政策有助于减少失踪妇女数量的研究各不相同，但一些国际组织和独立国家已采取措施试图解决这一问题。经合组织将“失踪妇女”作为其社会包容和性别指数的儿子偏好参数下的一项衡量指标，引起了人们对这一问题的关注。此外，1989 年《儿童权利公约》指出儿童在衡量社会平等水平方面的重要性，而 1995 年第四次联合国妇女大会承认了女童的权利。印度和中国大陆都禁止使用超声波进行性别选择性堕胎。然而，经济学家发现，在父母强烈偏好男孩的情况下禁止性别选择性堕胎会导致女婴死亡率上升。
2014 年，Kabeer、Huq 和 Mahmud 对印度和孟加拉国进行了比较，认为通过文化传播提高妇女社会地位的进步思想是解决失踪妇女问题的关键。他们表示，孟加拉国的非政府组织遍布该国 70% 以上的村庄，可以成为推动变革和文化的有效工具。另一方面，他们认为，文化上形成的不平等，如印度的种姓制度，使社会分化，阻碍了更多进步思想的传播，结果导致失踪妇女的发生率更高。